# كلية العلوم السملالية
كلية العلوم السملالية هي مؤسسة جامعية عمومية للتعليم العالي تابعة لجامعة القاضي عياض بمراكش. أُسست سنة 1978، وتُعنى بتدريس التخصصات العلمية الأساسية، مثل الرياضيات، الفيزياء، الكيمياء، علوم الحياة والأرض، وعلوم الحاسوب. تعتمد الكلية نظام الإجازة والماستر والدكتوراه (LMD)، وتُمنح من خلاله الشهادات التالية:
- الإجازة الأساسية: في التخصصات العلمية.
- الإجازة المهنية: في مجالات تطبيقية.
- -الماستر والماستر المتخصص في عدد من المسالك العلمية.
- شهادة الدكتوراه في مجالات البحث المرتبطة بمختبرات الكلية.

## أنشطة الكلية
تتنوع أنشطة كلية العلوم السملالية بين التكوين الأكاديمي والبحث العلمي، وتضم الكلية عدة مختبرات بحثية تنشط في مجالات العلوم الدقيقة والتطبيقية، من بينها الكيمياء والفزياء الفلكية وعلوم البيئة، الرياضيات التطبيقية، والفيزياء، ويعد مختبر فيزياء الطاقة العالية والفيزياء الفلكية (LPHEA) أحد أبرز هذه المختبرات، ويشرف على مرصد أوكايمدن الفلكي، الواقع بجماعة أوكايمدن جنوب مدينة مراكش، على ارتفاع يقارب 2750 مترًا ضمن سلسلة جبال الأطلس الكبير. يُعتبر المرصد من أعلى مواقع الرصد الفلكي في شمال إفريقيا، ويُستخدم في إطار مشاريع علمية وتعاونات دولية في مجال علم الفلك.
1. ↑  UCA. "https://www.uca.ma/fssm/fr/page/mot-du-doyen-de-la-fssm". www.uca.ma (بالإنجليزية). Archived from the original on 2025-05-21. Retrieved 2025-05-21. {{استشهاد ويب}}: روابط خارجية في |عنوان= (help)
2. ↑  "Trappist-Nord, un nouveau télescope liégeois inauguré au Maroc - RTBF Actus". RTBF (بالفرنسية). Archived from the original on 2025-05-22. Retrieved 2025-05-21.
3. ↑  "Partnership". MOSS Observatory (بfr-FR). Archived from the original on 2025-05-22. Retrieved 2025-05-21.{{استشهاد ويب}}:  صيانة الاستشهاد: لغة غير مدعومة (link)